# 7192 Cieletespace
7192 Cieletespace eller 1993 RY1 är en asteroid i huvudbältet som upptäcktes den 12 september 1993 av de båda japanska astronomerna Kazuro Watanabe och Kin Endate vid Kitami-observatoriet. Den är uppkallad efter det franska månadsmagasinet Ciel et espace.
Asteroiden har en diameter på ungefär 15 kilometer och den tillhör asteroidgruppen Eos.